# クリスタ・シュトゥブニック
クリスタ・シュトゥブニック (Christa Stubnick、1933年12月12日 - 2021年5月13日)は、旧東ドイツの陸上競技選手。1956年メルボルンオリンピックの銀メダリストである。

## 経歴
シュトゥブニックは、1953年に、200mで23秒9のドイツ新記録を達成。翌1954年には、ポーランドのスタニスラワ・ワラシェビッチが19年間にわたって持っていた女子200mのヨーロッパ記録を破る。1955年には100mで11秒6のドイツ新記録を達成。さらに1956年6月には11秒5を出しヨーロッパ新記録を達成した。同年9月には200mでも23秒5とヨーロッパ記録を更新している。
シュトゥブニックは、同年12月に開催されたメルボルンオリンピックに出場。100m走では、金メダルを獲得したベティ・カスバートと、銅メダルのマリーン・マシューズの地元オーストラリア勢の間で銀メダルを獲得。200mでも同じく金メダルのカスバート、銅メダルのマシューズとともに銀メダルを獲得した。彼女は4×100mリレーにもエントリーし、予選ではオーストラリアとともに44秒9の世界新記録を達成し決勝に進出するも、決勝では47.2秒で6位に終わっている。
シュトゥブニックは、1958年ヨーロッパ選手権では100mで11秒8の3位、200mでは25秒7で5位という結果に終わっている。彼女はその後も競技を続け、1971年に引退した。

## 主な実績
| 年   | 大会                 | 場所                         | 種目         | 結果 | 記録  |
| ---- | -------------------- | ---------------------------- | ------------ | ---- | ----- |
| 1956 | オリンピック         | メルボルン(オーストラリア)   | 100m         | 2位  | 11秒7 |
| 1956 | オリンピック         | メルボルン(オーストラリア)   | 200m         | 2位  | 23秒7 |
| 1956 | オリンピック         | メルボルン(オーストラリア)   | 4×100mリレー | 6位  | 47秒2 |
| 1958 | ヨーロッパ陸上選手権 | ストックホルム(スウェーデン) | 100m         | 3位  | 11秒8 |